# Łapce
Łapce, bezszparkowce (Sorberacea) – monotypowa gromada zwierząt morskich z podtypu osłonic (Tunicata), czasami zaliczanych w randze rzędu do gromady żachw (Ascidiacea).

## Charakterystyka
Łapce są zwierzętami przydennymi, pokrojem ciała przypominają strzykwy (ogórki morskie), jednak żywią się głównie skorupiakami. Wyróżniają się ponadto mocno zredukowanym gardłem oraz unikalną histologią komórek układu pokarmowego. Otwór skrzelowy jest dużych rozmiarów, otoczony przez sześć płatków, natomiast otwór odbytowy jest mniejszy. Osiągają rozmiary od 0,3 do 6 cm.

## Systematyka
- gromada Sorberacea C. Monniot, F. Monniot e Gaill, 1975
  - rząd Aspiraculata Seeliger 1909
    - rodzina Hexacrobylidae Seeliger, 1906
      - rodzaj Gasterascidia C. Monniot e F. Monniot, 1968
        - Gasterascidia lyra C. Monniot e F. Monniot, 1984
        - Gasterascidia sandersi C. Monniot e F. Monniot, 1968

      - rodzaj Hexadactylus Sluiter, 1905
        - Hexadactylus arcticus (Hartmeyer, 1923)
        - Hexadactylus eunuchus (C. Monniot e F. Monniot, 1976)
        - Hexadactylus ledanoisi (C. Monniot e F. Monniot, 1990)
        - Hexacrobylus gulosus C. Monniot e F. Monniot, 1984

      - rodzaj Oligotrema Bourne, 1903
        - Oligotrema psammites Bourne, 1903

      - rodzaj Sorbera C. Monniot e F. Monniot, 1974
        - Sorbera unigonas C. Monniot e F. Monniot, 1974
        - Sorbero digonas C. Monniot e F. Monniot, 1984